# Jazze Pha
Phalon Anton Alexander (Memphis, Tennessee, SAD, 1974.), bolje poznat po svom umjetničkom imenu Jazze Pha (/ˌdʒæzi ˈfeɪ/ JAZ-ee FAY), američki je glazbeni producent, tekstopisac i pjevač koji trenutno živi u Atlanti, Georgiji. Trenutno ima potpisan ugovor s diskografskom kućom Atlantic Records te ima vlastitu diskografsku kuću Sho'nuff Records. Sin je Jamesa Alexandera, basista R&B grupe The Bar-Kays. Jazze Pha svoju je glazbenu karijeru započeo 1995. godine kad se pojavio na albumu Ericka Sermona Double or Nothing. Tijekom karijere surađivao je s mnogim izvođačima.

## Vanjske poveznice
- Jazze Pha na Allmusicu
- Jazze Pha na Discogsu
- Jazze Pha na Billboardu
- Jazze Pha  Arhivirana inačica izvorne stranice od 24. prosinca 2013. (Wayback Machine) na MTV